# Paulin Lemaire
Paulin Alexandre Lemaire (Maubeuge, Nord, 1882. december 18. – ?) olimpiai bronzérmes francia tornász.
Az 1900. évi nyári olimpiai játékokon indult, és mint tornász versenyzett. Egyéni összetettben a 30. helyen végzett.
Ez első világháború után az 1920. évi nyári olimpiai játékokon indult újra 37 évesen, mint tornász. Csapat összetettben bronzérmes lett.